# 昌寨站
昌寨站是位于陕西省西安市临潼区油槐街道的一个铁路车站，邮政编码710604。车站建于1978年，有西延铁路经过该站，现仅办理货运业务，不办理客运业务，车站及其上下行区间均已电气化。车站距离新丰镇站17公里，隶属西安铁路局，是四等站。